# 北方町二股
北方町二股（きたかたまちふたまた）は、宮崎県延岡市の町名である。2025年１月1日現在、人口79人（男42人、女37人）、世帯数46世帯である。郵便番号は、882-0101、番地につく干支は「亥」である。

## 地理
延岡市の南部、旧北方町の東部に位置する。行縢山の西斜面にあり、町域を五ケ瀬川支流の「細見川」が流れる。
北を北川町川内名（戌）、東を宮長町、南東を行縢町、南を小川町、北方町曽木（子）、南西を北方町板下（戌）、西を北方町板上（戌）、北西を北方町上鹿川（申）と接する。

## 歴史

### 沿革
- 2007年3月31日 - 北方町が延岡市に編入。「亥」の全域をもって「北方町二股」が設置される。

## 小・中学校の学区
公立小・中学校の通学域は以下の通り。
小・中一貫校
- 延岡市立北方学園

## 交通

### 道路
- 宮崎県道235号樫原細見線

## 施設
- 行縢山
- 二股神社
- 御手洗渓谷